# Annika Bengtzon
Annika Bengtzon är en fiktiv figur i en serie romaner av författarinnan Liza Marklund.
Annika Bengtzon som arbetar som journalist på Kvällspressen som figurerar i romanerna Sprängaren, Studio sex, Paradiset, Prime time, Den röda vargen, Nobels testamente, Livstid, En plats i solen, Du gamla du fria, Lyckliga gatan och Järnblod har uppenbara likheter med författarinnan. På omslagen är det Liza Marklund själv som figurerar. Bengtzon förekommer också kort i Jan Guillous bok Fienden inom oss, som är utgiven på Marklunds och Guillous förlag Piratförlaget.
Journalisten Annika Bengtzon, som kommer från Hälleforsnäs i Södermanland men nu bor på Kungsholmen i Stockholm, är en typisk kvinna mitt i karriären, som jonglerar man och barn samtidigt med känslorna inför de tuffa kollegorna på Kvällspressen. Hon jobbar som kriminalreporter och lyckas därför snubbla in i den ena farliga situationen efter den andra.
I boken Studio sex får man läsa i hennes dagbok hur hon blivit misshandlad av sin dåvarande pojkvän, så illa att hon tvingades döda honom i självförsvar.

## Böckerna
Bokserien om journalisten Annika Bengtzon är inte skriven i samma tidsmässiga ordning som händelserna utspelas i Annikas liv. Vill man läsa dem i kronologisk ordning gäller följande:
1. Studio sex (1999) – som utspelar sig åtta år före Sprängaren.
2. Paradiset (2000) – en direkt fortsättning på Studio sex.
3. Prime time (2002) – tidsmässigt mellan Paradiset och Sprängaren
4. Sprängaren (1998)
5. Den röda vargen (2003) – en fristående roman som tar vid där Sprängaren slutade.
6. Nobels testamente (2006) – fristående fortsättning på Den röda vargen.
7. Livstid (2007) – en direkt fortsättning på Nobels testamente.
8. En plats i solen (2008) – en fortsättning på Livstid.
9. Du gamla du fria (2011) – en fortsättning på En plats i solen.
10. Lyckliga gatan (2013) – en fortsättning på Du gamla du fria.
11. Järnblod (2015) – en fortsättning på Lyckliga gatan.

## Filmatiseringar
Under början av 2000-talet gjorde man filmatiseringar på två av böckerna: Sprängaren och Paradiset.
Där gestaltats hon av Helena Bergström i regi av Colin Nutley. Hösten 2009 meddelades det att man skulle göra filmatiseringar på de sex resterande böckerna och den 18 augusti 2010 presenterades det att skådespelaren Malin Crépin fått huvudrollen som Annika Bengtzon. Den 2 mars gick den första filmen i sviten, Nobels testamente, upp på bio, och släpptes på DVD den 20 juni. Resterande filmer släpptes på dvd under juli och augusti 2012.

### Fristående filmer
De två filmatiseringarna som gjordes år 2001 respektive 2003 (Sprängaren och Paradiset) var helt fristående och inte gjorda för någon slags serieproduktion när de kom. I dessa två filmer hade Helena Bergström huvudrollen som Annika Bengtzon och i resterande roller sågs bland andra Niklas Hjulström (som Annikas make Thomas Samuelsson), Örjan Ramberg (som Anders Schyman) och Reine Brynolfsson (som Annikas chef Spiken). Noterbart är att handlingen i Paradiset utspelar sig före handlingen i Sprängaren, trots att man filmatiserade Sprängaren först.
| Nr | Nr  | Titel        | Regissör     | Manus                                        | Premiär                               |
| --- | --- | ------------ | ------------ | -------------------------------------------- | ------------------------------------- |
| 01 | 101 | "Sprängaren" | Colin Nutley | Anna Fredriksson, Johanna Hald, Colin Nutley | bio 24 oktober 2001, dvd 12 juni 2002 |
| Annika Bengtzon, som är ny chef för kriminalavdelningen på Kvällspressen, blir kallad till den nybyggda olympiska stadion, Victoriastadion, där den norra läktaren sprängts. Hon får snart reda på att den svenska OS-ambassadören, Christina Furhage, dödades i attentatet. Var det ett terroristattentat, som Annikas kollegor tror, eller var det ett mord? |     |              |              |                                              |                                       |
| 02 | 102 | "Paradiset"  | Colin Nutley | Johanna Hald, Colin Nutley                   | bio 28 februari 2003, dvd 4 juni 2003 |
| Annika Bengtzon jobbar som redigerare på tidningen Kvällspressen. I Frihamnen har en jugoslav mördats och tidningen jobbar hårt för att få fram fakta. Bengtzon får ett telefonsamtal från en kvinna, Aida, som både polisen och den jugoslaviska maffian söker efter. Bengtzon tar henne till ett skyddshem för kvinnor, Paradiset. Trots att redaktionschefen inte vill att hon ska vara journalist börjar hon ändå undersöka Paradiset och upptäcker att kvinnan som leder detta, Rebecka Björkstig, har massor av konkurser och skulder bakom sig och försöker lura kommunen på pengar. |     |              |              |                                              |                                       |

### Filmserien
År 2010 och 2011 började man spela in filmer på de sex resterande böckerna om Annika Bengtzon. Den här gången gjorde man det som en serie och släpper därmed alla sex filmerna med kort varsel, under juni-augusti 2012. Rollen som Annika Bengtzon spelas denna gång av Malin Crépin istället för Helena Bergström, vilket också gör att alla andra karaktärer som är återkommande i böckerna spelas av andra skådespelare än de som spelade dessa i Sprängaren respektive Paradiset. Den första filmen i sviten, Nobels testamente, gick först upp på bio i mars 2012 och släpptes på DVD i juni samma år.
| Nr | Nr  | Titel               | Regissör                 | Manus                       | Premiär                           |
| --- | --- | ------------------- | ------------------------ | --------------------------- | --------------------------------- |
| 01 | 201 | "Nobels testamente" | Peter Flinth             | Pernilla Oljelund           | bio 2 mars 2012, dvd 20 juni 2012 |
| Annika Bengtzon befinner sig på Nobelfesten i Stadshuset i Stockholm. En oinbjuden gäst skjuter en av nobelpristagarna och Nobelkommitténs ordförande Caroline von Behring, och försvinner sedan spårlöst. Annika Bengtzon dras in i dramat - som vittne. |     |                     |                          |                             |                                   |
| 02 | 202 | "Prime Time"        | Agneta Fagerström-Olsson | Alex Haridi                 | dvd 4 juli 2012                   |
| Ett tv-team som håller på att spela in en tv-serie på ett ensligt slott. Efter en avslutningsfest på slottet hittas programledaren Michelle Carlsson skjuten. Annika Bengtzon får i uppdrag att bevaka och skriva om mordet, då hon får reda på att en av hennes bästa vänner befann sig på slottet på mordkvällen och är huvudmisstänkt. Bengtzon försöker nu göra allt för att hennes vän ska rentvås från misstankarna. |     |                     |                          |                             |                                   |
| 03 | 203 | "Studio sex"        | Agneta Fagerström-Olsson | Antonia Pyk                 | dvd 18 juli 2012                  |
| En ung kvinna hittas död i en vattenpark. Det framkommer att kvinnan arbetat på strippklubben Studio sex och att en högt uppsatt politiker besökt kvinnan på klubben samma kväll som hon mördades. Annika Bengtzon får skriva om fallet, som dessutom väcker minnen från hennes förflutna, något hon helst vill glömma bort.                                                                                               |     |                     |                          |                             |                                   |
| 04 | 204 | "Den röda vargen"   | Agneta Fagerström-Olsson | Björn Paqualin, Antonia Pyk | dvd 1 augusti 2012                |
| Ett mord på en journalist i norra Sverige kopplas till ett tidigare terroristdåd. Annika Bengtzon ger sig in i en jakt som leder henne in i en spiral av terrorism och kvarlevor av en sextiotalsaktivism med kopplingar ända in i regeringen. |     |                     |                          |                             |                                   |
| 05 | 205 | "Livstid"           | Ulf Kvensler             | Antonia Pyk                 | dvd 15 augusti 2012               |
| En ung kvinna misstänks för mordet på sin man som varit polis. Annika Bengtzon anar att det är korruption som ligger bakom och ger sig in i en jakt på den verklige mördaren, men sätter samtidigt sitt eget liv på spel. |     |                     |                          |                             |                                   |
| 06 | 206 | "En plats i solen"  | Peter Flinth             | Alex Haridi                 | dvd 29 augusti 2012               |
| En svensk familj blir mördad på semester på spanska solkusten. Annika Bengtzon reser dit för att rapportera och upptäcker att familjens dotter försvunnit. Annika upptäcker kopplingar till en knarkrutt mellan Marocko och Sverige. |     |                     |                          |                             |                                   |